# Ivanie Blondin
Ivanie Lise Blondin (ur. 2 kwietnia 1990 w Ottawie) – kanadyjska łyżwiarka szybka, mistrzyni olimpijska oraz wielokrotna medalistka mistrzostw świata i zdobywczyni Pucharu Świata.

## Kariera
Pierwszy sukces w karierze Ivanie Blondin osiągnęła w sezonie 2012/2013, kiedy zajęła trzecie miejsce w klasyfikacji końcowej Pucharu Świata w starcie masowym. Wyprzedziły ją wtedy jedynie Kim Bo-reum z Korei Południowej oraz Holenderka Mariska Huisman. Kilkukrotnie stawała na podium zawodów tego cyklu, jednak nie odniosła indywidualnego zwycięstwa. W tej samej klasyfikacji była pierwsza w sezonie 2014/2015, druga w sezonie 2015/2016 oraz ponownie trzecia w sezonie 2016/2017.
W 2014 roku brała udział w igrzyskach olimpijskich w Soczi, zajmując piąte miejsce w biegu drużynowym, 14. miejsce na 5000 m oraz 24. miejsce w biegu na 3000 m. Podczas dystansowych mistrzostw świata w Heerenveen w 2015 roku zajęła drugie miejsce w starcie masowym, przegrywając tylko z Irene Schouten. W tej samej konkurencji była najlepsza na mistrzostwach świata w Kołomnie w 2016 roku. Ponadto zdobyła też brązowy medal na 5000 m podczas dystansowych mistrzostw świata w Gangneung rok później.